# الأردنيون في الكويت
الأردنيون في الكويت هم الجالية الأردنية المغتربين في دولة الكويت، بلغ عددهم أكثر من 53 ألف شخص يعملون في مختلف المهن والحرف والوظائف، والعلاقة بين الأردن وبين الكويت علاقة وطيدة ومتينة.

## التاريخ
تقول جمعية المتضررين من أحداث الخليج التي تأسست العام 1991، أن نحو 83 في المئة من أفراد الجالية الأردنية أقاموا في الكويت فترة تزيد على عشرين عاماً، ومنهم من زادت اقامته على أربعين عاماً، حيث كانت نقطة البداية في الهجرة الأردنية إلى الكويت في أواخر أربعينيات القرن العشرين، وتحديداً بعد النكبة الفلسطينية.
كانت تجربة الجالية الأردنية في الكويت حتى العام 1990 تمثل حالة فريدة بين هجرات الأردنيين إلى الخارج، فقد ساهم المغتربون الأردنيون في تأسيس الدولة الكويتية الحديثة في مرحلة ما بعد النفط، ومنهم من تسلم فيها بعض أرفع المناصب، فيما توزع الباقون على مجالات الحياة الاقتصادية والعملية كافة. وهناك شكلوا مجتمعا اتسم بالحيوية، ومن خلال تجمعاتهم تلك ساهموا في اثراء التجربة الاجتماعية، والثقافية، والإعلامية في الكويت.
وقد كانت الجالية الأردنية في الكويت قبل الغزو من أكبر وأنشط الجاليات، قبل ان يتقلص عددها إلى نحو أكثر من 50 ألفاً في الكويت، بعدما كان عددها يقارب عدد الجالية الهندية أو المصرية، غير أن موقف المملكة الأردنية الهاشمية المؤقت من الغزو أدى إلى نزوح أعداد كبيرة من أبناء الجالية الأردنية من الكويت، وقد جاء الغزو العراقي للكويت ليكون أشبه بنكبة جديدة لهذه الجالية التي كانت تشهد حالة فريدة من الازدهار.
واستطاعت الجالية الأردنية في الكويت ان تمحو آثار المواقف مع الغزو العراقي الغاشم من خلال انخراطها في العمل وتوطيد العلاقات الكويتية الأردنية في جميع المجالات.